# Zum Glück zurück
Zum Glück zurück ist ein deutscher Fernsehfilm aus dem Jahr 2021. Der Film wurde am 1. April 2021 im ZDF ausgestrahlt.

## Handlung
Anne Sandmeier hat gern Kontrolle über ihr Leben und möchte Dinge möglichst perfekt machen. Sie ist verheiratet, hat zwei Kinder und arbeitet als Lehrerin. Doch nach und nach entgleitet ihr die Kontrolle. Ihr Sohn Lenny verletzt sich immer wieder bei sportlichen Aktivitäten und ist mittlerweile schon Stammgast in der Klinik. Tochter Mascha steckt mitten in der Pubertät und rebelliert gegen vieles, auch immer wieder gegen ihre uncoole Mutter. Ehemann Nils hingegen hält sich aus den familiären Konflikten heraus, er würde mit Anne viel lieber nach Paris fahren, damit sie wieder einmal Zeit für sich hätten.
Dann entdecken Annes Eltern Luise und Kurt auch noch das Hippieleben für sich wieder und wollen womöglich das Familienhaus für ein freieres und reiselustiges Leben verkaufen. Insbesondere ihre Mutter hätte gern wieder das Gefühl von Freiheit, welches sie früher aufgrund der Geburt ihrer Kinder nicht richtig ausleben konnte. So ziehen Luise und Kurt mit ihrer neu gewonnenen Lebenseinstellung durch Parks, sie kiffen mit neu gewonnenen Freunden und verbringen mit diesen die Nacht an der Isar. Da Kurt aufgrund des Haschischrauchens einen Schwächeanfall erleidet, muss Anna jetzt auch noch den Vater aus der Klinik abholen. Die Konflikte zwischen den Generationen treten deutlich zutage. Luise möchte sich von Anne keine Kritik anhören, diese solle zunächst mit ihren eigenen Kindern klarkommen. Kurt fürchtet zunehmend, dass seine Ehe durch einen Nebenbuhler unter den Hippiefreunden in Gefahr geraten könnte.
Anne versucht, sich mehr um ihre Familie zu kümmern und die Probleme der anderen besser zu verstehen. Sie unterstützt Mascha bei der Vorbereitung für eine Klimademonstration und versucht nebenbei herauszufinden, warum Nils sich in letzter Zeit merkwürdig verhält. Sie vermutet nach ihren Nachforschungen, dass er fremdgeht. In Wirklichkeit geht er tagsüber heimlich in eine Spielothek, da ihm Arbeitsaufträge weggebrochen sind und er sich dort zurückziehen kann. Die ehrliche Aussprache bringt das Vertrauen in die Beziehung zurück. Auch Luise und Kurt bestätigen sich in ihrer jahrzehntelangen Liebe. 

## Produktion
Der Film wurde vom 23. September 2020 bis zum 21. Oktober 2020 in München und Umgebung gedreht.
Ein Running Gag ist das wiederkehrende Eintreffen von Anne in der Klinik, welches jeweils mit der Aufnahme und dem Geräusch eines sich füllenden Bechers des klinikinternen Kaffeeautomaten eingeleitet wird. Hier bespricht sie dann mit ihrer Freundin Catrin, Ärztin in der Klinik, die medizinischen Belange ihrer Familienmitglieder. Mittlerweile ist Anne so oft hier gewesen, dass Catrin meint, sie würde sich gern mal wieder auf einen Wein treffen und nicht immer zum Automatenkaffee in der Klinik.
Der Film ist nicht zu verwechseln mit dem ähnlich klingenden Film Zurück zum Glück aus dem Jahr 2010.

## Soundtrack
Dem Zeitgeist des Films entsprechend werden typische Klassiker der Pop- und Rockmusik verwendet:
- Canned Heat (On the Road Again)
- Simon & Garfunkel (The Sound of Silence)
- AC/DC (Highway to Hell)
- Jimi Hendrix (Voodoo Child (Slight Return))

## Rezeption

### Kritiken
Das Lexikon des internationalen Films gibt zu Zum Glück zurück folgende Bewertung ab: „Gut gelaunte Fernsehkomödie um unterschiedliche Glücksrezepte.“
Bei tittelbach.tv gibt Tilmann P. Gangloff dem Film insgesamt 4,5 von 6 Sternen. In seiner Besprechung beschreibt der Kritiker den Film als vergnügliche Komödie, die den Zuschauern kurzweilige und ausgezeichnet gespielte Unterhaltung böte. Autor Terjung hätte gewohnte Versatzstücke mit überraschenden Wendungen in origineller Weise zusammengesetzt. Die Figuren seien liebevoll entworfen, dies träfe insbesondere auf Tochter Mascha zu. Darstellerin Luisa Römer zeige eine sehr gute Leistung und überzeuge mit spontan und natürlich wirkenden Dialogen. Sein Fazit zu Zum Glück zurück fällt positiv aus: „Die leutselige Musik, die behaglich-bunten Bilder, die sympathischen Münchner Impressionen und die einstreuten Pop-Klassiker signalisieren zwar Gute-Laune-Fernsehen, aber hinter all’ den Heiterkeiten verbergen sich durchaus nachdenkliche Aspekte. Die Dialoge sind ein Genuss, wobei die junge Luisa Römer als Enkelin der Hippie-Oma die frechsten Zeilen hat und ihre Sache ohnehin famos macht.“

### Einschaltquoten
Die Erstausstrahlung des Films am 1. April 2021 (Gründonnerstag) im ZDF sahen insgesamt 3,98 Millionen Zuschauer. Dies bedeutete einen Marktanteil von 13,1 %.